# Zlatni ljiljan (odlikovanje)
Zlatni ljiljan bilo je vojno odlikovanje Armije Republike Bosne i Hercegovine za vrijeme rata u Bosni i Hercegovini. Dodjeljivalo se vojnicima i časnicima za najsmjelije, najhrabrije i najtaktičnije ratne podvige. Odlikovanje Zlatni ljiljan može se usporediti s nekadašnjim odlikovanjem „Narodni heroj” u SFRJ.
Iako je u početku zlatni ljiljan bilo najviše ratno priznanje, Predsjedništvo Republike Bosne i Hercegovine je 14. travnja 1994. godine usvojilo Uredba o odlikovanjima, kojim se kao najviše priznanje isključivo spominje Orden heroja oslobodilačkog rata.
Zlatnim ljiljanom su ukupno odlikovane 1742 osobe.
Pravilnikom o dodjeli ratnog priznanja zlatni ljiljan od 1. listopada 1992. godine regulirani su kriteriji i druge stvari vezane za dodjelu ovog odlikovanja. Prema tom pravilniku odlikovanje zlatni ljiljan je bilo pojedinačno ali i kolektivno priznanje. Usvajanjem novog Pravilnika o priznanjima i stimulativnim mjerama prosinca 1992. ukidaju se kolektivna priznanja a jedini dobitnici kolektivnog priznanja su Gardijska brigada Delta i Profesionalna vatrogasna brigada Sarajevo.
Odlikovanje Zlatni ljiljan se dodjeljuje:
- pripadnicima oružanih snaga koji su se naročito istakli u oružanom suprotstavljanju agresoru, doprinijeli proširenju slobodnih dijelova Republike, izvršili više slobodnih djela u kojima je došla do izražaja njihova lična hrabrost i požrtvovanje, pri čemu su agresoru naneseni znatni gubici u ljudstvu i materijalnim sredstvima

Zlatni ljiljan je tisućugodišnji simbol Bosne, endemični cvijet karakterističan za predjele Bosne (latinski: Lilium bosniacum) koji je korišten kao simbol za čistoću, nevinost i ljepotu. Koristili su ga mnogi bosanski heroji tijekom duge povijesti, počevši od plemićkih obitelji do kraljevske dinastije Kotromanića. Ljiljan je također bio karakteristika bosanskih avlija i bašti, opjevan najčešće kao zambak. Na nišanima bosanskih šehida se također gravirao ljiljan.